# Gastropus minor
Gastropus minor is een raderdiertjessoort uit de familie Gastropodidae. De wetenschappelijke naam van deze soort is voor het eerst geldig gepubliceerd in 1892 door Rousselet.